# Christow-Kliff
Das Christow-Kliff ist ein über 300 m hohes Felsenkliff im Osten der Livingston-Insel im Archipel der Südlichen Shetlandinseln. Am Ufer der angrenzenden Bransfieldstraße bildet es als südlicher Ausläufer des Serdica Peak den Aytos Point. Es ragt 2 km südlich bis östlich des Serdica Peak, 2,7 km südwestlich bis südlich des Radichkov Peak und 2,4 km südöstlich bis östlich des Silistra Knoll auf. Der Bojana-Gletscher liegt westlich und der Srebarna-Gletscher nordöstlich von ihm.
Die bulgarische Kommission für Antarktische Geographische Namen benannte das Kliff 2004 nach dem bulgarischen Sänger Boris Christow (1914–1993).